# Камби (Тексас)
Камби (енгл. Cumby) град је у америчкој савезној држави Тексас. По попису становништва из 2010. у њему је живело 777 становника.

## Демографија
Према попису становништва из 2010. у граду је живело 777 становника, што је 161 (26,1%) становника више него 2000. године.
| Група             | 2000.       | 2010.       |
| Белци             | 596 (96,8%) | 713 (91,8%) |
| Афроамериканци    | 0 (0,0%)    | 5 (0,6%)    |
| Азијати           | 0 (0,0%)    | 1 (0,1%)    |
| Хиспаноамериканци | 16 (2,6%)   | 44 (5,7%)   |
| Укупно            | 616         | 777         |